# محمد الحمداوي
المهندس محمد الحمداوي، هو سياسي مغربي عمل كرئيس سابق لحركة التوحيد والإصلاح وقد ترأسها عدة مرات من سنة 2002 إلى سنة 2014، وكما أنه حاليا منسق لمجلس الشورى في الفترة بين 2014 و2018. ومحمد الحمداوي ولد بتاريخ 14 ديسمبر 1957 وهو أيضا متزوج وأب لأربعة أبناء. وقد حصل في في دراسته المهنية عل شهادة مهندس دولة وكما عمل رئيس مصلحة بقطاع الفلاحة. وقام بإنتاج دراسات تتعلق ب"الرسالية في العمل الإسلامي: استيعاب ومدافعة" و"في العلاقة بين الجماعة والحزب: قراءة واقعية للتجربة المغربية.